# Jean-Achille Benouville
Jean-Achille Benouville, född den 15 juli 1815 i Paris, död där den 8 februari 1891, var en fransk målare, bror till Léon Benouville.
Benouville målade franska och italienska landskap.